# Catephia canescens
Catephia canescens là một loài bướm đêm trong họ Erebidae.